# Liste der Biografien/Ling
Liste der Biografien |
Portal Biografien |
Personensuche
# |
A |
B |
C |
D |
E |
F |
G |
H |
I |
J |
K |
L |
M |
N |
O |
P |
Q |
R |
S |
T |
U |
V |
W |
X |
Y |
Z |
?
 
La |
Lb |
Lc |
Le |
Lg |
Lh |
Li |
Lj |
Ll |
Lm |
Lo |
Lp |
Lt |
Lu |
Lv |
Lw |
Lx |
Ly |
Lz
 
Lia |
Lib |
Lic |
Lid |
Lie |
Lif |
Lig |
Lih |
Lii |
Lij |
Lik |
Lil |
Lim |
Lin |
Lio |
Lip |
Liq |
Lir |
Lis |
Lit |
Liu |
Liv |
Liw |
Lix |
Liy |
Liz
 
Lina |
Linb |
Linc |
Lind |
Line |
Linf |
Ling |
Linh |
Lini |
Linj |
Link |
Linl |
Linn |
Lino |
Linp |
Lins |
Lint |
Linu |
Linv |
Linw |
Linx |
Liny |
Linz
Die Liste der Biografien führt alle Personen auf, die in der deutschsprachigen Wikipedia einen Artikel haben. Dieses ist eine Teilliste mit 162 Einträgen von Personen, deren Namen mit den Buchstaben „Ling“ beginnt.

## Ling
- Ling, König der Zhou-Dynastie
- Ling Jihua (* 1956), chinesischer Politiker
- Ling Mengchu (1580–1644), chinesischer Dichter
- Ling Tong (189–217), Offizier der Wu-Dynastie unter Sun Quan zur Zeit der Drei Reiche im alten China
- Ling Wan Ting (* 1980), chinesische Badmintonspielerin (Hongkong)
- Ling, Barbara (* 1952), US-amerikanische Filmarchitektin
- Ling, Beate (* 1961), deutsche Sängerin
- Ling, Cao († 203), chinesischer General
- Ling, Chen (* 1972), chinesische Schriftstellerin
- Ling, Daniel (1926–2003), britisch-kanadischer Pädagoge, Pionier der auditiv-verbalen Erziehung und des Hörtrainings für das Cochleaimplantat
- Ling, David (* 1975), kanadischer Eishockeyspieler
- Ling, Edward (* 1983), britischer Sportschütze
- Ling, Elaine (1946–2016), kanadische Ärztin und Fotografin
- Ling, Helen (* 1928), amerikanische Informatikerin
- Ling, Jian (* 1963), chinesischer Künstler
- Ling, Joel (* 1975), myanmarischer Schriftsteller
- Ling, Julia (* 1983), US-amerikanische Schauspielerin
- Ling, Kang (* 1997), chinesischer Automobilrennfahrer
- Ling, Kurtis (* 1992), kanadischer E-Sportler
- Ling, Laura (* 1976), US-amerikanische Journalistin
- Ling, Liong Sik (* 1943), malaysischer Politiker
- Ling, Michael (* 1962), deutscher Rechtswissenschaftler
- Ling, Nicholas († 1607), englischer Verleger und Herausgeber
- Ling, Nien Sön (1892–1946), chinesischer Schauspieler beim deutschen Film
- Ling, Pehr Henrik (1776–1839), schwedischer Dichter, Autor, Begründer der schwedischen Gymnastik und Mitbegründer der klassischen MassagePehr Henrik Ling (1776–1839)

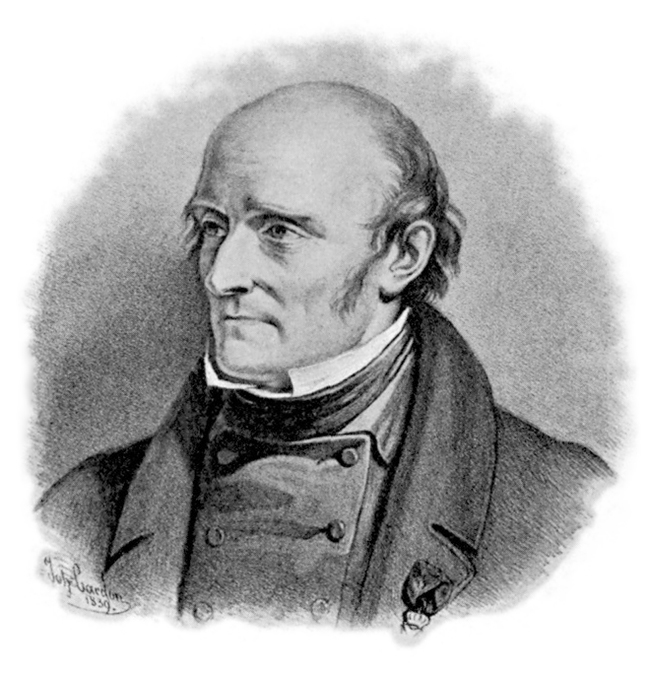
Pehr Henrik Ling (1776–1839)

- Ling, Peter (1926–2006), britischer Schriftsteller
- Ling, Roger (* 1942), britischer Klassischer Archäologe
- Ling, Tscheu La (* 1956), niederländischer Fußballspieler
- Ling, Van (* 1963), US-amerikanischer VFX Supervisor
- Ling, Victor (* 1943), kanadischer Biochemiker
- Ling, William (1908–1984), englischer Fußballschiedsrichter
- Ling, Zhi (* 1994), chinesischer Curler

### Linga
- Lingakwiang, Jennifer Chesinon (* 1982), kenianische Marathonläuferin
- Lingané, Issoumaïla (* 1991), ivorisch-burkinischer Fußballspieler
- Lingani, Hassan (* 1987), ivorischer Fußballspieler
- Linganzi, Amine (* 1989), kongolesischer Fußballspieler
- Lingard, Jesse (* 1992), englischer Fußballspieler
- Lingard, Joan (1932–2022), britische Kinder- und Jugendbuchautorin
- Lingard, John (1771–1851), englischer Historiker

### Linge
- Linge, Carina (* 1976), deutsche bildende Künstlerin
- Linge, Heinz (1913–1980), deutscher SS-Offizier, Kammerdiener von Adolf HitlerHeinz Linge (1913–1980)

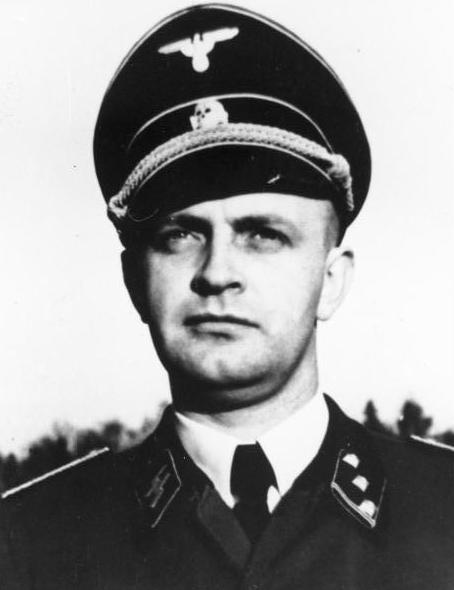
Heinz Linge (1913–1980)

- Linge, Herbert (1928–2024), deutscher Rennfahrer
- Linge, Jan Herman (1922–2007), norwegischer Schiffbauingenieur
- Linge, Kurt (1900–1978), deutscher Ingenieur
- Linge, Michail Innokentjewitsch (1958–1994), sowjetischer Sprinter und Olympiasieger
- Lingė, Mindaugas (* 1981), litauischer Politiker, Mitglied des Seimas
- Linge, Rudolf (1921–1986), deutscher Schriftsteller und Verlagslektor
- Lingel, Eduard (1849–1922), deutscher Unternehmer
- Lingelbach, Gabriele (* 1966), deutsche Historikerin
- Lingelbach, Gerhard (* 1948), deutscher Rechtshistoriker
- Lingelbach, Johann († 1674), deutscher Maler
- Lingelser, Pierre (* 1960), deutsch-französischer Patissier
- Lingelsheim, Alexander von (1874–1937), deutscher Pharmazeut und Botaniker
- Lingelsheim, Friedrich von (1755–1835), preußischer Generalmajor und Chef der Berliner Kadettenanstalt
- Lingelsheim, Georg Michael († 1636), Humanist und Verleger
- Lingelsheim, Walter von (1901–1962), deutscher Politiker (NSDAP), MdL, MdR, Landrat
- Lingeman, Lambertus (1829–1894), niederländischer Genremaler
- Lingemann, Angelika, deutsche Schauspielerin
- Lingemann, August (1848–1901), deutscher Architekt
- Lingemann, Detlef (* 1954), deutscher Diplomat
- Lingemann, Heinrich (* 1811), deutscher Architekt und Kriegsbaumeister
- Lingemann, Heinrich (1880–1962), deutscher Jurist im Staatsdienst
- Lingemann, Max (* 1984), deutscher Eishockeyspieler
- Lingen, Andreas Alexander von (1792–1866), russischer General der Artillerie
- Lingen, Caspar von (1755–1837), Bremer Jurist und Senator
- Lingen, Hermann Ulrich von, deutscher Historiker und Gelehrter
- Lingen, John († 1506), englischer Ritter
- Lingen, Karl von (1817–1896), baltischer Adelsmann und russischer Geheimrat
- Lingen, Kerstin von (* 1971), deutsche Historikerin
- Lingen, Markus von (* 1974), deutscher Schauspieler
- Lingen, Oege-Sietse van (* 1999), niederländischer Fußballspieler
- Lingen, Thekla (1866–1931), deutsche Dichterin
- Lingen, Theo (1903–1978), deutsch-österreichischer Schauspieler, Regisseur und BuchautorTheo Lingen (1903–1978)

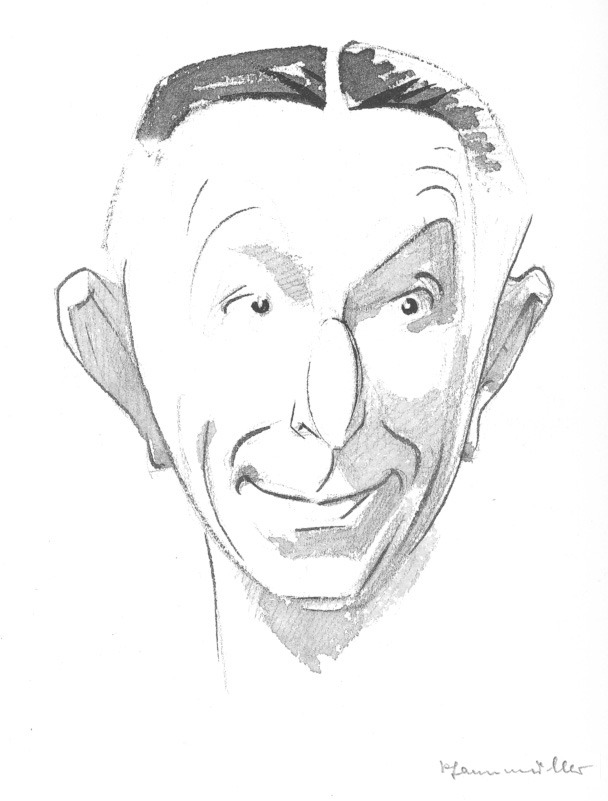
Theo Lingen (1903–1978)

- Lingen, Ursula (1929–2014), deutsch-österreichische Theater- und Filmschauspielerin
- Lingenauber, Daniel (* 1991), deutscher Skeletonsportler
- Lingenberg, Annegret (* 1941), deutsche evangelische Theologin
- Lingenberg, Fritz (1890–1984), deutscher Ratschreiber und Politiker (SPD)
- Lingenberg, Heinz (1927–1996), deutscher Historiker
- Lingenberg, Rolf (1929–1978), deutscher Mathematiker
- Lingenberg, Wilfried (* 1969), deutscher Gymnasiallehrer, Komponist, Pianist, Organist und Altphilologe
- Lingenbrink, Georg (1894–1962), deutscher Unternehmer
- Lingendes, Jean de (1580–1616), französischer Dichter des Barock
- Lingener, Adolf (* 1933), deutscher Hochschullehrer
- Lingenfelser, Ruth W. (* 1952), deutsche Dichterin
- Lingenfelter, Sherwood (* 1941), US-amerikanischer emeritierter Professor für Anthropologie und Autor
- Lingenheim, Jérôme-Théodore (1906–1985), französischer Geistlicher, Bischof von Sokodé
- Lingens, Eric (1939–2009), deutscher Jurist
- Lingens, Erich (1878–1947), deutscher Politiker (Zentrum), MdL
- Lingens, Franz (1925–2023), deutscher Mikrobiologe und Hochschullehrer
- Lingens, Hermann (1905–1994), deutscher Politiker (CDU), MdBB
- Lingens, Joseph (1818–1902), deutscher Politiker (Zentrum), MdR
- Lingens, Kurt (* 1912), deutsch-US-amerikanischer Mediziner, Gerechter unter den Völkern
- Lingens, Paul (1895–1976), deutscher Kommunalpolitiker (CDU) und Schriftsteller
- Lingens, Peter Michael (* 1939), österreichischer JournalistPeter Michael Lingens (* 1939)

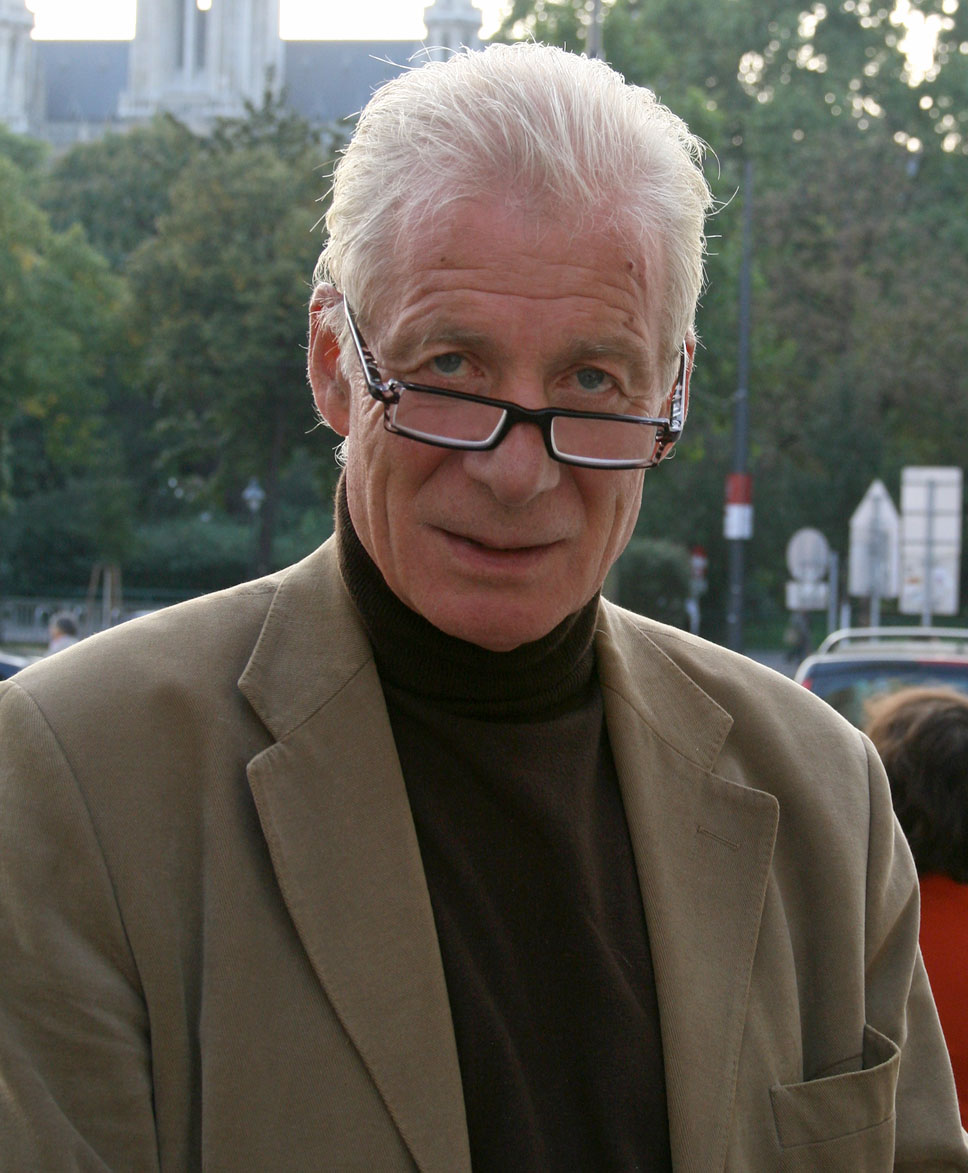
Peter Michael Lingens (* 1939)

- Lingens, Walther (1882–1940), preußischer Offizier und Polizeipräsident (Köln)
- Lingens-Reiner, Ella (1908–2002), österreichische Ärztin, Juristin und Gerechte unter den Völkern
- Lingenthal, Götz (* 1953), deutscher Diplomat
- Linger, Andreas (* 1981), österreichischer Rennrodler
- Linger, Carl (1810–1862), deutsch-australischer Komponist
- Linger, Christian Nicolaus von (1669–1755), preußischer General
- Linger, Friedrich Wilhelm († 1857), deutscher Maler, Kupferstecher und Radierer
- Linger, Peter Salomon von (1719–1793), preußischer Oberst und Chef der schlesischen Festungsartillerie
- Linger, Wilhelm von (1794–1871), preußischer Generalleutnant, Inspekteur der 3. Artillerie-Inspektion
- Linger, Wolfgang (* 1982), österreichischer Rennrodler
- Lingeri, Pietro (1894–1968), italienischer Architekt und Stadtplaner
- Linges, Monika (* 1951), deutsche Jazzsängerin und Komponistin

### Lingg
- Lingg von Linggenfeld, Johann Baptist (1765–1842), GeneralJohann Baptist Lingg von Linggenfeld (1765–1842)

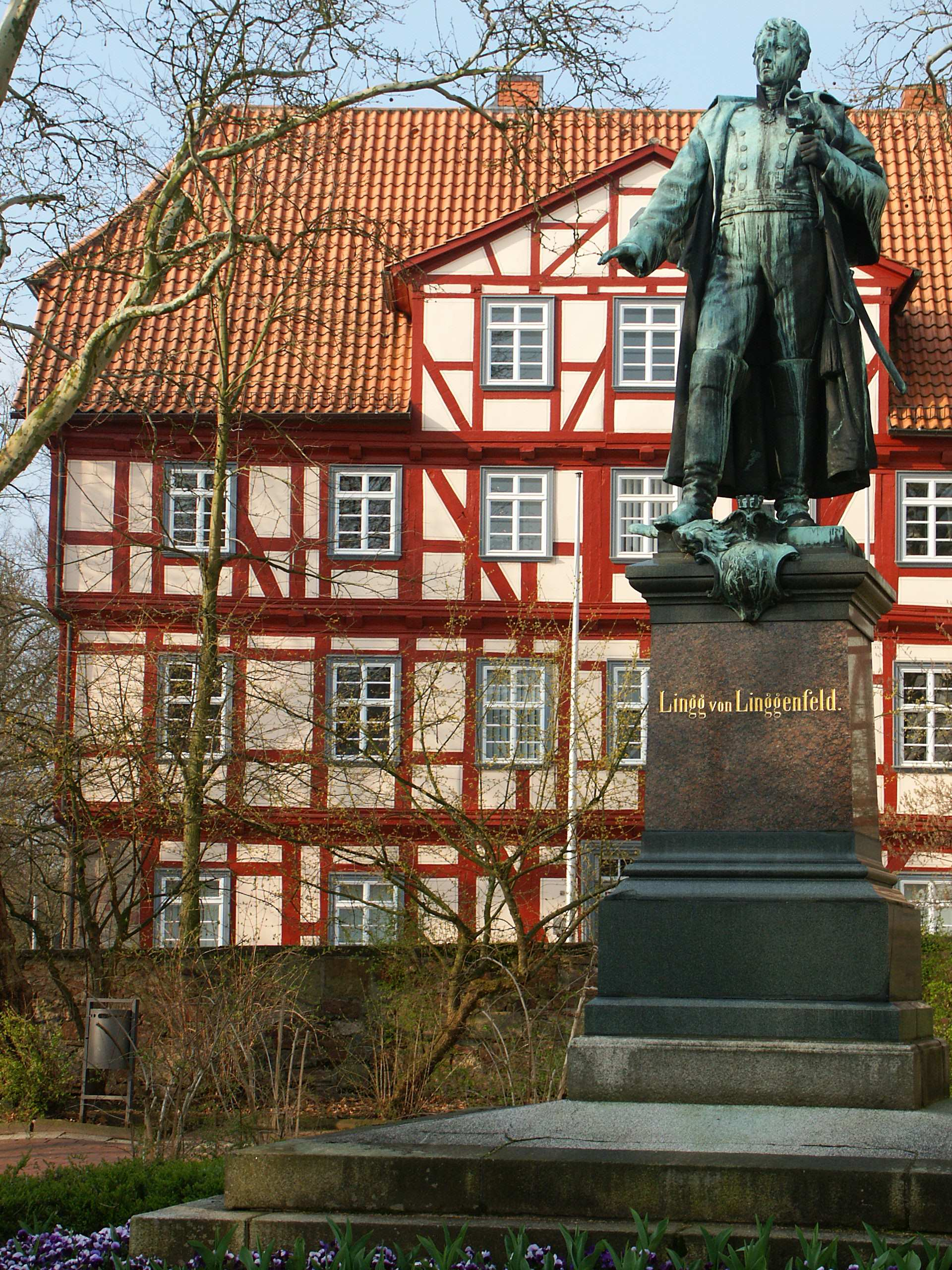
Johann Baptist Lingg von Linggenfeld (1765–1842)

- Lingg, Charlotte (* 1999), schweizerisch-liechtensteinische Skirennläuferin
- Lingg, Christoph (* 1964), österreichischer Fotograf
- Lingg, Hansjörg (* 1971), liechtensteinischer Fußballspieler
- Lingg, Hermann (1820–1905), deutscher Dichterarzt
- Lingg, Julian (* 1996), Schweizer Unihockeyspieler
- Lingg, Louis (1864–1887), deutscher Anarchist und Gewerkschafter
- Lingg, Maximilian von (1842–1930), deutscher Geistlicher, Bischof von Augsburg
- Lingg, Philipp (* 1984), österreichischer Musiker und Komponist
- Lingg, Walter (* 1958), österreichischer Politiker (ÖVP), Landtagsabgeordneter
- Lingg, Walter senior (1925–2000), österreichischer Hotelier und Politiker (ÖVP), Landtagsabgeordneter zum Vorarlberger Landtag

### Lingh
- Lingheim, Susanne, schwedische Artdirectorin und Szenenbildnerin

### Lingi
- Lingiari, Vincent (1908–1988), australischer politischer Aktivist für die Rechte der Aborigines
- Lingis, Antanas (1905–1941), litauischer Fußballspieler

### Lingk
- Lingk, Anton (* 1867), deutscher Mühlenbesitzer und Politiker (Zentrum)
- Lingk, Erwin (1920–1979), deutscher Politiker (SPD), MdL
- Lingk, Herta (1902–1987), deutsche Politikerin (KPD), MdL Niedersachsen
- Lingk, Johann von (* 1751), preußischer Landrat
- Lingk, Marc (* 1964), deutscher Komponist
- Lingk, Wolf-Dieter (* 1943), deutscher Regisseur und Schauspieler
- Lingke, Georg Friedrich (1697–1777), deutscher Musiktheoretiker und Lautenist
- Lingke, Theodor (1720–1801), deutscher evangelischer Theologe

### Lingl
- Linglauf, Loredana (* 1997), deutsche Schauspielerin
- Lingle, Linda (* 1953), US-amerikanische Politikerin
- Linglet, Charles (* 1982), belarussisch-kanadischer Eishockeyspieler

### Lingm
- Lingman, Lucas (* 1998), finnischer Fußballspieler
- Lingmann, David (* 1989), deutscher Skeletonpilot

### Lingn
- Lingnau, Carl (1817–1891), deutscher Revolutionär und Verleger
- Lingnau, Corinna (* 1960), deutsche Hockeyspielerin
- Lingnau, Devrim (* 1998), deutsche Schauspielerin
- Lingnau, Gerold (1934–2017), deutscher Journalist
- Lingnau, Hermann (1815–1885), Lübecker Postdirektor
- Lingnau, Hermann (1936–2018), deutscher Leichtathlet
- Lingnau, Kurt (1920–1982), deutscher Fußballspieler
- Lingnau, Martin (* 1971), deutscher Pianist, Theater-, Musical- und Fernseh-Komponist
- Lingnau, Volker (* 1963), deutscher Wirtschaftswissenschaftler und Hochschullehrer an der RPTU in Kaiserslautern
- Lingnau-Kluge, Eleonore (1913–2003), deutsche Malerin
- Lingner, Gudrun, deutsche Diplomatin
- Lingner, Karl August (1861–1916), deutscher Unternehmer und PhilanthropKarl August Lingner (1861–1916)

Karl August Lingner (1861–1916)

- Lingner, Karl-Heinz (1925–1998), deutscher Grafiker, Maler und Kunstlehrer
- Lingner, Lothar (* 1942), deutscher Radsportler und DDR-Meister im Radsport
- Lingner, Max (1888–1959), deutscher Maler, Graphiker und Widerstandskämpfer gegen das NS-Regime
- Lingner, Michael (1950–2020), deutscher Künstler, Medientheoretiker, Hochschullehrer und Publizist
- Lingner, Otto Theodore Gustav (1856–1930), deutscher Akt-, Porträt- und Genremaler
- Lingner, Reinhold (1902–1968), deutscher Landschafts- und Gartenarchitekt in der DDR
- Lingner, Terry (* 1954), US-amerikanischer Fernsehproduzent und Autorennfahrer

### Lingo
- Lingor, Renate (* 1975), deutsche FußballspielerinRenate Lingor (* 1975)

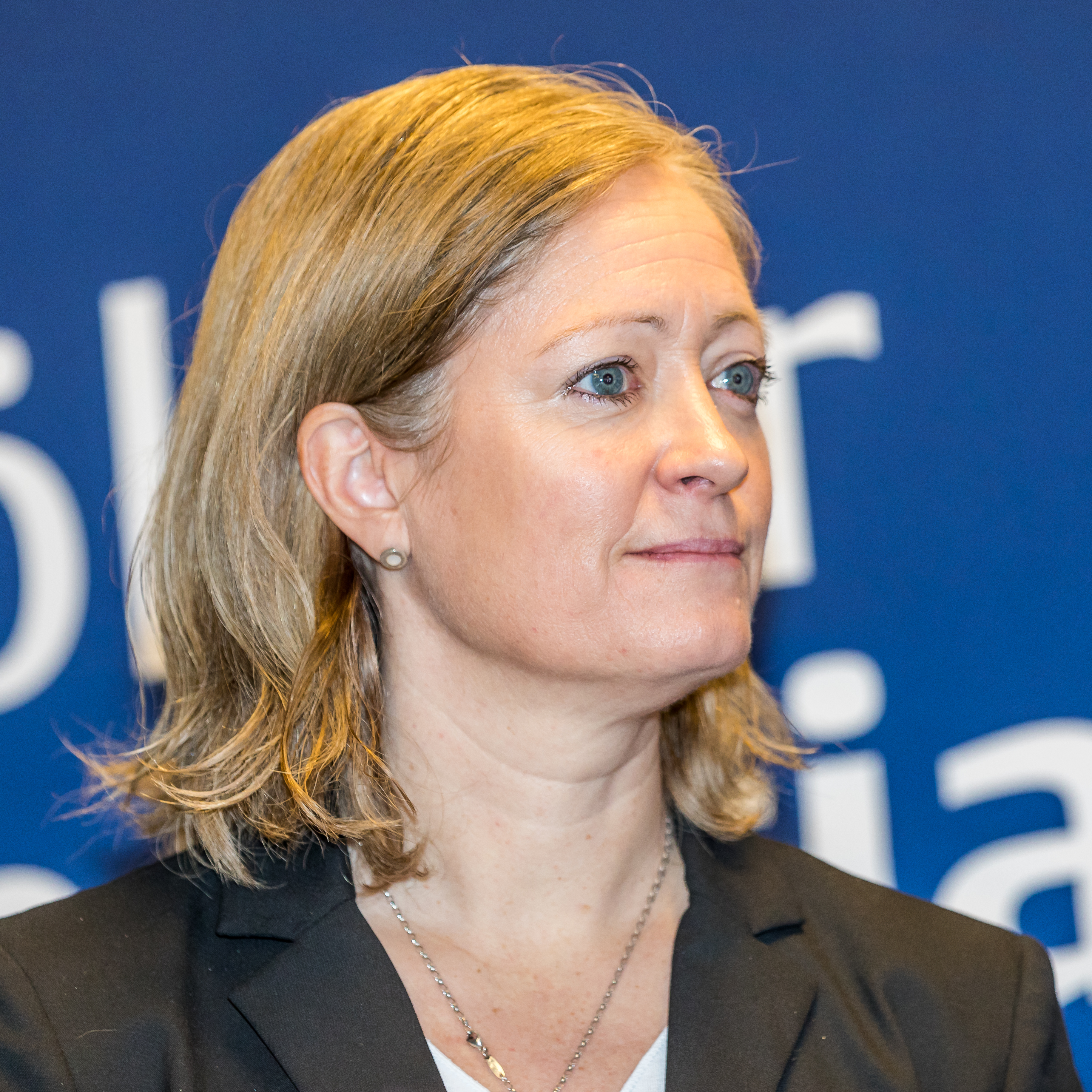
Renate Lingor (* 1975)

### Lingr
- Lingr, Ondřej (* 1998), tschechischer Fußballspieler
- Lingre Pema Dorje (1128–1188), Meister der Drugpa-Kagyü-Schule des tibetischen Buddhismus, Gründer der Oberen Drugpa-Tradition

### Lings
- Lings, Martin (1909–2005), britischer Anglist, Orientalist und Religionsphilosoph
- Lingstrom, Freda (1893–1989), britische Künstlerin, Illustratorin und Autorin

### Lingt
- Lington, Otto (1903–1992), dänischer Musiker (Geige), Komponist, Bandleader und Musikverleger

### Lingu
- Lingua Lavallén, Alejo Lorenzo (* 2001), argentinischer Tennisspieler
- Lingua, Giorgio (* 1960), italienischer römisch-katholischer Geistlicher, Erzbischof und Diplomat
- Lingua, Marco (* 1978), italienischer Hammerwerfer
- Linguet, Simon Nicolas Henri (1736–1794), französischer Schriftsteller